# Ermanno Amicucci

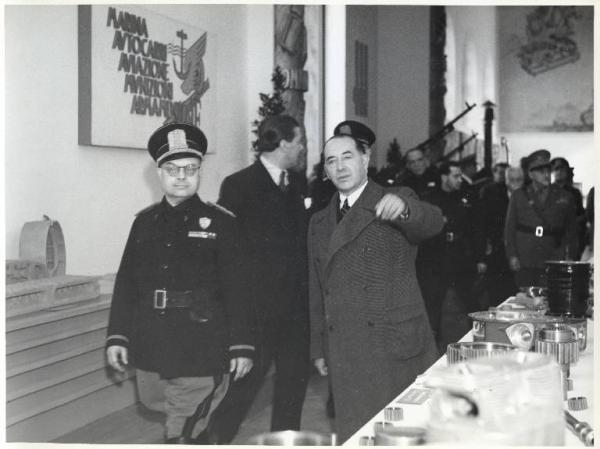
Amicucci (links) als Unterstaatssekretär im Innungs-Ministerium während des Besuches der Mustermesse in Mailand im April 1942.

Ermanno Amicucci (* 5. Januar 1890 in Tagliacozzo; † 20. September 1955 in Rom) war ein italienischer Journalist, Publizist und Politiker sowie ein wichtiger theoretischer Vordenker des autoritären Korporatismus. Mit umfangreichen Vollmachten betraut, war er in der Ära des Faschismus maßgeblich für die Gleichschaltung der Printmedien des Landes verantwortlich. Darüber hinaus war er annähernd 20 Jahre Parlamentsabgeordneter und bekleidete während dieser Zeit mehrere einflussreiche Positionen in Entscheidungsgremien. 
Seine bedeutendsten journalistischen Ämter waren jene als Vorsitzender der faschistischen Pressegewerkschaft (1927–1932) sowie als Chefredakteur der Gazzetta del Popolo (1927–1939) und des Corriere della Sera (1943–1945).

## Leben

### Journalistische Karriere

#### Ausbildung und berufliche Anfänge
Er arbeitete bereits im Alter von 17 Jahren für die Lokalzeitung La provincia. Nachdem er in Rom einen Universitätsabschluss in Politikwissenschaft und Soziologie erworben hatte, war er zunächst leitender Korrespondent aus seiner Heimatregion, den Abruzzen, für Avanti!, die Zeitung der Partito Socialista Italiano. Er sympathisierte zwar mit den Ideen der Partei, trat ihr aber nicht bei. Wenig später stieg er unter der Chefredaktion von Leonida Bissolati zum ordentlichen Redakteur auf und schrieb als solcher zwischen 1908 und 1910 für das Blatt. Dort traf er – damals als Kollege – das erste Mal auf Benito Mussolini. Anschließend war Amicucci als Rom-Korrespondent für die Tageszeitungen La Nazione aus Florenz und Il Piccolo aus Triest sowie später für den in New York City verlegten Corriere d’America tätig und arbeitete auch für La Saletta d’Aragno. 
Im Ersten Weltkrieg berichtete er für La Nazione, Il Mattino und die Turiner Gazzetta del Popolo von der Front. Unter anderem begleitete er während dieser Zeit General Carlo Petitti di Roreto (1862–1933) Anfang November 1918 auf dem Schiff Audace nach Triest, wo dieser zum Gouverneur ernannt worden war. Für seine journalistischen Verdienste wurde Amicucci noch während der Kampfhandlungen mit dem Kriegsverdienstkreuz ausgezeichnet.

#### Aufstieg im Faschismus
Bald darauf schloss sich Amicucci im Jahr 1921 der faschistischen Bewegung Mussolinis an. Er nahm im Oktober 1922 am Marsch auf Rom teil und wurde in der Folge der Machtübernahme einer der einflussreichsten Journalisten des Landes und zum „Prototyp“ des linientreuen Medienvertreters. 
Bereits im November gleichen Jahres gründete er zusammen mit Giuseppe Bottai und Roberto Forges Davanzati die römische Sektion der faschistischen Pressegewerkschaft Sindacato fascista dei giornalisti (SNFG). Diese stand in personeller und ideologischer Konkurrenz zur etablierten Federazione nazionale stampa Italiana (FNSI). Im Verlaufe des Jahres 1924 standen erste Überlegungen bezüglich der Leggi fascistissime (dt.: Faschistische Ausnahmegesetze) im Raum, die ab 1925 erlassen wurden und im Königreich Italien ein faschistisches Regime durchsetzten. Nach den Protesten der FNSI im Juli gegen die Pläne entwickelte Amicucci sehr rasch ein Maßnahmenpaket zur besseren Kontrolle der Medienlandschaft. Er zielte auf die Liquidation der frei organisierten Repräsentanz der Berufsgruppe und unterbreitete den Vorschlag noch am 26. Juli 1924 Mussolini. Seine Pläne wurden am 10. Dezember im Palazzo Montecitorio dem Abgeordnetenhaus zur Diskussion eingebracht. Das Konzept sah unter anderem folgende Punkte vor:
- Fusion des SNFG mit der FNSI
- Schaffung eines Registers für Journalisten
- Kodifizierung von Dienstverträgen im journalistischen Berufsfeld
- Einrichtung eines Studiengangs, der angehende Journalisten befähigen sollte, den Beruf regimetreu auszuüben

Insbesondere das Register sollte es der Politik ermöglichen, direkten Einfluss auf die Presse zu nehmen. Die diesbezüglichen Pläne sahen vor, dass die Ausübung des Journalistenberufes nur jenen erlaubt sein sollte, die sich freiwillig in das Register eintragen lassen – dabei wurde unterschieden zwischen professionellen Journalisten, Freiberuflern und Verlegern. Als weitere Voraussetzung war ein Unbedenklichkeitszertifikat über gute (linientreue) politische Führung vorgesehen, das ein regionaler Präfekt ausstellen musste. Jede Zeitung musste demnach einen klar gekennzeichneten Chefredakteur beziehungsweise Eigentümer haben. Diese Funktionen konnten nur professionelle Journalisten ausfüllen. Dies zielte insbesondere auf die Offenlegung der Hintermänner oppositioneller Publikationen. Darüber hinaus müsste für jedes Printmedium vor der Publikation die Erlaubnis des Staatsanwaltes am Corte d’appello des jeweiligen Bezirkes eingeholt werden, in dem es verlegt wurde. Der Zustimmung dieser Staatsanwälte bedürfte zudem die Neubesetzung der Chefredakteurstellen. Amicuccis Ideen konkurrierten mit einem Konzept von Kolonialminister Luigi Federzoni und Justizminister Aldo Oviglio, das am selben Tag vorgestellt wurde. Dieses sah hauptsächlich eine Revision und Neukoordination der bisher in diesem Bereich existenten Gesetzgebung vor. Letztendlich erklärte sich Mussolini gewillt „all die Abänderungen, die dafür gedacht sind, die Entwürfe der Regierungsvorlagen zu verbessern, anzunehmen“. Am 18. Dezember wurde zu diesem Zweck eine Parlamentskommission einberufen, die den Auftrag hatte, die Entwürfe zu prüfen. Amicucci war nicht Mitglied dieses Gremiums. Bereits einige Wochen zuvor hatte er am 20. November 1924 einen Artikel mit der Überschrift La rivoluzione in marcia veröffentlicht, in dem er die Machtergreifung der Faschisten mit der französischen Revolution verglich und vehement die Schaffung faschistischer Gewerkschaftsverbände forderte:
„[Die faschistische Revolution] ist die logische Konsequenz der französischen Revolution. [...] [Es ist notwendig,] eine Organisation der Arbeiterschaft [zu errichten], durch die das Proletariat, das sich heute gegenüber dem Bürgertum beinahe in der gleichen Situation befindet wie die Bourgeoisen vor der Französischen Revolution gegenüber der Aristokratie waren, zugunsten der Entwicklungen der Zivilisation hingegen imstande sei, seinen Willen durchzusetzen und sich als neue lebendige und tätige Kraft in den Staat einzugliedern.“
Diese Kommission strich aus dem Ministerentwurf jene Textstellen über von der Presse verübte Verbrechen heraus und integrierte Amicuccis Vorschläge des Registers und des stets auszuweisenden Chefredakteures. Bei einer Vorstandstagung der FNSI, auf der ein Meinungstrend innerhalb der Gewerkschaft festgestellt werden sollte, stieß Oviglios Vorschlag am 10. Februar 1925 auf massive Kritik und wurde mit 38 Gegenstimmen abgelehnt. Amicuccis sehr restriktive Idee des Registers schnitt hingegen besser ab; sie erhielt bei 19 Zustimmungen lediglich 21 Ablehnungen. Etwa drei Monate später verfasste Amicucci zahlreiche Artikel in der Tageszeitung La Nazione, in denen er um Unterstützung für neue faschistischen Regelungen warb, die sich unter anderem gegen die Freimaurerei richteten. Im Juni 1925 schlug er dann die Einführung gesetzlichen Schutzes für journalistische Dienstverträge vor und legte den Vorschlag Justizminister Alfredo Rocco vor, der umgehend die Ausarbeitung eines entsprechenden Gesetzentwurfes versprach. Seine antidemokratische Haltung wurde besonders deutlich, als er sich im November – abermals in La Nazione – für die Kampagne zur Abschaffung von Senat und Abgeordnetenhaus und somit gegen Wahlen aussprach. Das Gesetz bezüglich der Fusion von SNFG und FNSI sowie der Schaffung des Registers wurde schließlich am 31. Dezember 1925 im Parlament verabschiedet. Es entstand das Albo generale dei giornalisti professionisti.
Amicuccis Ziel des (unfreiwilligen) gewerkschaftlichen Zusammenschlusses wurde am 26. Mai 1926 erreicht, als beide Vereinigungen – zu Ungunsten der FNSI – fusionierten. Er selbst äußerte sich folgendermaßen über die Effizienz und die Funktionen der Vereinigung:
„Die gewerkschaftliche Organisation, die das Regime dem italienischen Journalismus verliehen hat, muss sich als die festeste, vollständigste und vollkommenste unter ähnlichen Einrichtungen auf Weltniveau begreifen.“
Ab Dezember gleichen Jahres gehörte die Gewerkschaft zu einem neugegründeten, übergeordneten Verband innerhalb der Confederazione nazionale dei sindacati fascisti, und am 27. Februar 1927 übernahm Amicucci ihren Vorsitz. Unter seiner Führung wurden elf regionale Gewerkschaftsverbände gegründet, die ihm alle direkt unterstanden. Etwa einen Monat später verfasste er für die Zeitung Nazione einen hetzerisch formulierten Artikel, in dem er die jüdische Bankiersfamilie Rothschild scharf attackierte. 
Im Laufe des Jahres tagte der Gewerkschaftsvorstand in Venedig, um ein Schema für eine Regulierung des professionellen Journalismus zu erarbeiten. Am 15. Oktober 1927 wurde Amicucci Chefredakteur einer neugegründeten Gewerkschaftszeitung. Knapp einen Monat später sprach der Große Faschistische Rat der Presse am 16. November eine „erzieherische Funktion“ zu, weswegen Leitungs- und Führungsposten nunmehr ausschließlich mit „vertrauensvollen Schwarzhemden“ besetzt werden sollten. Daraufhin schlug Amicucci vor, die Bemühungen der Mediengleichschaltung und die Entfernung unliebsamer Journalisten aus ihren Ämtern zu intensivieren. Am 28. November schickte er ein entsprechendes Telegramm an die Regionalsekretäre der Gewerkschaft und forderte Informationen über noch tätige antifaschistische Journalisten, sodass er sie freistellen könne: 
„Ich bitte Sie, Euer Wohlgeboren, mir ein exaktes Verzeichnis der antifaschistischen Journalisten zu übersenden, die noch in den Zeitungen der Region verblieben sind und die man entfernen sollte, in Folgsamkeit der Deklaration des Großen Faschistischen Rates bezüglich der Probleme der Presse. Ich wünsche, dieses Verzeichnis nicht später als den 5. Dezember kommende Woche zu erhalten.“
Noch im gleichen Monat beschloss der Große Faschistische Rat auf Druck Amicuccis die Absetzung der kritischen Chefredakteure Ugo Ojetti (Corriere della Sera), Cesarini Sforza (Il Resto del Carlino) und Giuseppe Colli (La Stampa). Eine weitere wichtige Postenentscheidung fiel gegen Ende des Jahres, als Amicucci am 17. Dezember 1927 zum Chefredakteur der auflagenstarken Gazzetta del Popolo in Turin ernannt wurde; er behielt diesen Posten – den er bis Dezember 1930 gemeinschaftlich mit Giulio De Benedetti innehatte – länger als ein Jahrzehnt bis zum 7. November 1939.

#### Konsolidierung des Einflusses, Konflikte und Rücktritt vom Gewerkschaftsvorsitz
Da die Implementierung des Registers nur zögerlich voranging, ordnete ein Corte d’appello seine zwingende Verwendung an. Fortan verwaltet von einem dem Justizministerium unterstellten Komitee trat es am 26. Februar 1928 in Kraft. Am 5. März 1928 war Amicucci für die Ausarbeitung spezieller journalistischer Arbeitsverträge verantwortlich, die auch einen Pensionsfonds vorsahen.  
Eines seiner ambitioniertesten Projekte war die Eröffnung der Scuola di giornalismo fascista (dt.: Faschistische Journalistenschule), die seiner Vorstellung nach eine praxisnahe, anspruchsvolle und ideologisch linientreue Ausbildung junger Journalisten gewährleisten sollte. Absolventen der Bildungseinrichtung sollten sich direkt in das Register eintragen lassen können, auch ohne zuvor die eigentlich gesetzlich vorgeschriebenen Praktika absolviert zu haben. Eine entsprechende Idee skizzierte er erstmals im Juli 1928 in einem Artikel in der vierteljährlich erscheinenden Kulturzeitschrift Nuova Antologia.
Als Gewerkschaftsvorsitzender unterzeichnete Amicucci am 22. Februar 1929 einen Vertrag mit dem Wirtschaftsverband Associazione nazionale fascista editori, der zum Ziel hatte, ein Arbeitsamt (eine Stellenvermittlung) speziell für den journalistischen Sektor zu schaffen. Dies sah Amicucci als
„ein dem Faschismus unterworfenes politisches Instrument, das die Summe der spirituellen und materiellen Werte des Staates zusammenfasst und es sich selbst zur klaren und definitiven Aufgabe macht, die großen nationalen und internationalen Probleme zu berichten und sie zu beleuchten, und all die kleinen engstirnigen und unproduktiven Angelegenheiten meistert und aufhebt, die den Weg des Volkes in Richtung seiner Bestimmung hemmen“.
Wenige Monate später wurde er Mitglied der am 1. Mai gegründeten Commissione superiore per la stampa (dt.: Hochkommission für die Presse) unter dem Vorsitz von Mussolinis Bruder Arnaldo. Im Zuge der Weltwirtschaftskrise kam es ab Oktober 1929 auch bei den italienischen Journalisten zu massiven Lohnkürzungen. Amicucci – davon überzeugt, auch in schwierigen Zeiten Opfer für das Gelingen der faschistischen Idee bringen zu müssen – kommentierte die Situation lapidar mit den Worten:
„Auch wir müssen unsere Pflicht tun, mit dem Wissen dem Regime zu dienen und mit all unseren Kräften zu dem Feldzug beizutragen, den der Duce begonnen hat.“
An der politikwissenschaftlichen Fakultät der Universität Perugia förderte er die Einrichtung von Lehrstühlen für die Geschichte des Journalismus sowie Presserecht, ehe im November 1929 von ihm und Paolo Orano die Journalistenschule mit Sitz in Rom errichtet wurde. Sie unterstand dem mittlerweile zum Innungs-Minister aufgestiegenen Giuseppe Bottai. Am 21. Januar 1930 erfolgte die offizielle Eröffnung.
Nach diesem Erfolg begann Amicuccis Stern jedoch zu sinken. Er geriet vermehrt mit staatlichen und korporativen Institutionen in Konflikt. So hatte er beispielsweise in seinem ideologischen Eifer die Gazzetta del Popolo mittlerweile auf einen übermäßig demagogischen Kurs gebracht, sodass Mussolini – der eine Beeinträchtigung der Regierungsarbeit fürchtete – sich gezwungen sah, einige Male persönlich intervenieren. Am 23. November 1930 wurde Amicucci erstmals zum Turiner Präfekten bestellt, der mäßigend auf ihn einwirken sollte. Das Treffen zeigte jedoch nur geringe Wirkung und am 6. Mai 1931 schickte der „Duce“ ein neuerliches Telegramm an den Präfekten, in dem er ihn zum Handeln aufforderte:
„Sagen Sie Herrn Amicucci – sagen Sie ihm im Wortlaut –, die Zeitung zu zügeln, die bereits dazu neigt, tägliche Geistlosigkeiten auf vielen ihrer Seiten [zu veröffentlichen].“
Als Gewerkschaftsvorsitzender hatte er im weiteren Verlauf des Jahres 1931 eine Meinungsverschiedenheit mit Manlio Morgagni (1879–1943), dem Leiter der staatseigenen Nachrichtenagentur Agenzia Stefani. Morgagni wollte das journalistische Arbeitsamt der Handelskammer unterstellen, wohingegen Amicucci dafür plädierte, dass es durch die Pressebetriebe selbst organisiert werden sollte. Letztlich entschied Mussolini zugunsten Morgagnis. Die Errichtung des Arbeitsamtes und des Pensionsfonds wurde schließlich am 27. Juni 1931 auf dem dritten nationalen Journalistenkongress in Rom beschlossen, was Amicucci folgendermaßen kommentierte:
„Der Duce kann auf den faschistischen Journalismus zählen als ein so perfekt wie irgend mögliches Instrument der Revolution.“
Noch im selben Jahr sah er sich dann auch verstrickt in Auseinandersetzungen mit den Verlegern bezüglich der Erneuerung der Journalistenverträge von 1928 und einer neuen Gesetzgebung, nach der Presseorgane gezwungen werden sollten, zukünftig ausschließlich Absolventen der Journalistenschule einzustellen. Die Verträge wurden im Februar 1932 geschlossen und man gestand den Medien dabei doch einige Freiheiten in der Personalpolitik zu. Aufgrund der zahlreichen Meinungsverschiedenheiten trat Amicucci am 5. Dezember 1932 als Gewerkschaftsvorsitzender zurück. Der Personalwechsel kann auch damit in Verbindung gestanden haben, dass Mussolini in jenen Jahren zahlreiche faschistische Führungspositionen neu besetzte. Zudem sank sein Interesse an den Vordenkern des Korporatismus und solchen Personen, die den Faschismus nach wie vor als notwendiges Mittel ansahen, um einen radikalen Wechsel in den existierenden wirtschaftlichen und sozialen Strukturen zu implementieren – so wie Amicucci es tat.

#### Die zweite faschistische Dekade
Amicuccis Projekt der Journalistenschule war nur kurzlebig. Auf Geheiß des neuen Gewerkschaftsvorsitzenden Aldo Valores stellte sie zum 23. Juni 1933 ihren Betrieb ein. Dennoch hatte Amicucci mit ihr ein Vorbild für zahlreiche ähnliche Einrichtungen in vielen Staaten geschaffen. So wurde beispielsweise auch die deutsche Reichspresseschule, die zwischen 1935 und 1939 750 Studenten absolvierten, unter dem Eindruck der italienischen Idee gegründet.

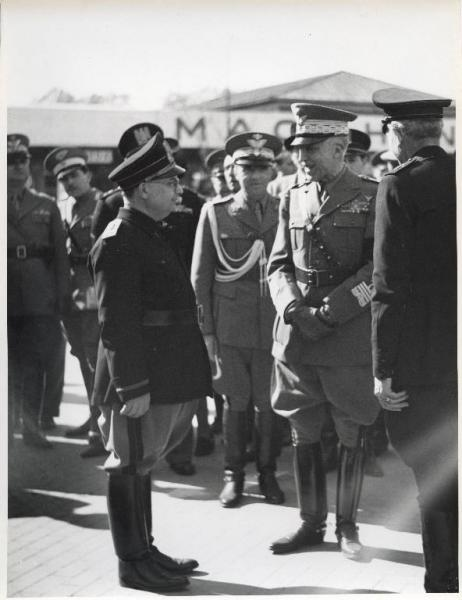
Amicucci im Gespräch mit Prinz Viktor Emanuel von Savoyen-Aosta (April 1942)

In den 1930er Jahren trat bei Amicucci eine gewisse Ämterhäufung zutage: Er fungierte zehn Jahre lang als Präsident des am 25. März 1926 geschaffenen Istituto di previdenza dei giornalisti, amtierte als Vizepräsident der am 5. Februar 1934 ins Leben gerufenen Corporazione carta e stampa, war einer der Initiatoren der am 13. Juni 1935 erfolgten Gründung der Ente nazionale per la cellulosa e la carta (ENCC) und wurde am 13. September 1938 neben Filippo Tommaso Marinetti, Alessandro Pavolini und anderen als Mitglied in die Commissione per la bonifica libraria berufen. Darüber hinaus war die mediale Landschaft im Italien der 1930er Jahre gekennzeichnet durch einen Konflikt zwischen den Turiner und den Mailänder Zeitungen bezüglich der Art und Weise der Weiterentwicklung des ideologischen Angriffsjournalismus. Anfang November 1939 trat Amicucci als Chefredakteur der Gazzetta del Popolo – die unter seiner langjährigen Ägide zur zweitwichtigsten Tageszeitung des Landes nach dem Corriere della Sera aufgestiegen war – zurück, um ohne Interessenskonflikte und Doppelbelastungen als Unterstaatssekretär ins Innungs-Ministerium wechseln zu können. Sein Nachfolger wurde Eugenio Bertuetti.
Zwei Tage nach dem Sturz Mussolinis erfolgte am 27. Juli 1943 die Neugründung der Federazione nazionale stampa Italiana (FNSI). Unmittelbar nach Gründung der kurzlebigen italienischen Sozialrepublik wurde Amicucci am 27. September 1943 vom Ministerrat (it.: Consiglio dei ministri) – dem höchsten Staatsorgan – zum Chefredakteur des in Mailand verlegten Corriere della Sera ernannt. Er trat das Amt am 5. Oktober an. Die Verlegung der Zeitung war während der politischen Umbrüche im Sommer zwischenzeitlich ausgesetzt worden. Insbesondere Karl Wolff, SS- und Polizeiführer in Italien, hatte auf eine Wiederaufnahme des Drucks gedrungen. Unterstützt wurde er in dieser Forderung von Roberto Farinacci sowie dem Mailänder Präfekten Piero Parini (1894–1993). Zahlreiche Journalisten hatten die Redaktion und Mailand jedoch mittlerweile verlassen. Wer sich nicht zurückmeldete, sollte verhaftet und strafrechtlich verfolgt werden. Zu diesem Zweck wies der Provinzpräfekt Oscar Uccelli am 25. Oktober 1943 Amicucci an, die entsprechenden Redaktionsverzeichnisse mit ihren Adressen auszuhändigen. Dem Chefredakteur waren entsprechende Unterlagen jedoch unbekannt. Im Gegenteil half er beispielsweise dem Journalisten Arturo Lanocita sogar, dessen Haftbefehl zu widerrufen. Lanocita gelang anschließend die Flucht in die Schweiz. Insgesamt wirkten 16 frühere Redakteure nicht mehr an der Neuauflage des Corriere mit, unter ihnen Indro Montanelli. Zu jenen, die ihre Arbeit hingegen wieder aufnahmen, zählte Dino Buzzati. 
Zum Januar 1944 stellte Amicucci Luigi Romersa als Kriegsberichterstatter ein. Die tagtägliche Organisation des journalistischen Betriebes gestaltete sich wegen der zunehmenden wirtschaftlichen Probleme schwierig. Zeitweise erschien die Zeitung mit nur wenigen Seiten. Gleichwohl erreichte man eine Auflage von annähernd 900.000 Exemplaren. Mit dieser Reichweite und Amicuccis ideologisch linientreuer Ausrichtung entwickelte sich der Corriere della Sera rasch zum inoffiziellen Organ der Regierung. Dass auch ein Artikel von Giovanni Gentile veröffentlicht wurde, verärgerte die faschistischen Hardliner allerdings. Die enge Verflechtung zur Führungselite wird auch dadurch offenbar, dass Mussolini unter dem Pseudonym „Il Giramondo“ selbst Beiträge für den Corriere verfasste. Dies waren zunächst politisch äußerst heterodoxe Artikel, in denen er die sozialistischen Wurzeln des Faschismus hervorhob. Am 13. März 1944 äußerte Amicucci in einem Bericht an den Präfekten Parini seine Ratlosigkeit bezüglich der Artikelinhalte. In einer weiteren Artikelserie zwischen dem 24. Juni und Juli 1944 stellte Mussolini besondere Glanzpunkte und Leistungen des italienischen Staates der vergangenen zwei Jahrzehnte heraus. Ursprünglich hatte er den Titel Storia non romanzata dall’ottobre 1942 al settembre 1943 im Sinn, doch Amicucci überzeugte ihn vom kürzeren und griffigeren Vorschlag Storia di un anno. Die Beiträge sammelte man in einem Buch, das den Lesern am 10. August 1944 unter dem Titel Il tempo del bastone e della carota. Storia di un anno (Ottobre 1942–Settembre 1943) als Beilage zur Zeitung hinzugegeben wurde. 
Ermanno Amicucci blieb bis zum Ende der italienischen Sozialrepublik am 25. April 1945 als Chefredakteur des Corriere della Sera tätig.

#### Strafverfolgung und berufliches Wirken nach dem Zweiten Weltkrieg
Nach der Kapitulation der Sozialrepublik und dem damit verbundenen endgültigen Ende der faschistischen Herrschaft stieß Amicucci zunächst in Como zu einem Fluchtkonvoi der Parteielite, wurde aber wenig später verhaftet. Während des Prozesses vor dem Assisenhof in Mailand behauptete Amicucci wiederholt, er „habe immer an die Deutschen geglaubt und daran, die Interessen des Heimatlandes mit jenen Hitlerdeutschlands und Mussolinis gleichgesetzt zu haben.“ Am 30. Mai 1945 verurteile man ihn wegen Kollaboration mit den Nationalsozialisten – also mit dem Feind aus Sicht der neuen Machthaber – zum Tode. Das Urteil sollte durch ein Erschießungskommando vollstreckt werden. Eine Sonderkammer des römischen Corte Suprema di Cassazione revidierte die Entscheidung jedoch am 18. Juni 1945 aufgrund mangelhafter Begründung („mancanza di motivazione“). Zwischen dem 11. und dem 25. September gleichen Jahres kam es daher am außerordentlichen Assisenhof in Brescia zu einer Neuauflage der Verhandlung. Während Staatsanwalt Castellano eine Haftstrafe von lediglich 24 Jahren forderte, sah das Gericht dieses Mal zwar von der Todesstrafe ab, verurteilte den Angeklagten aber zu 30-jährigem Freiheitsentzug. 

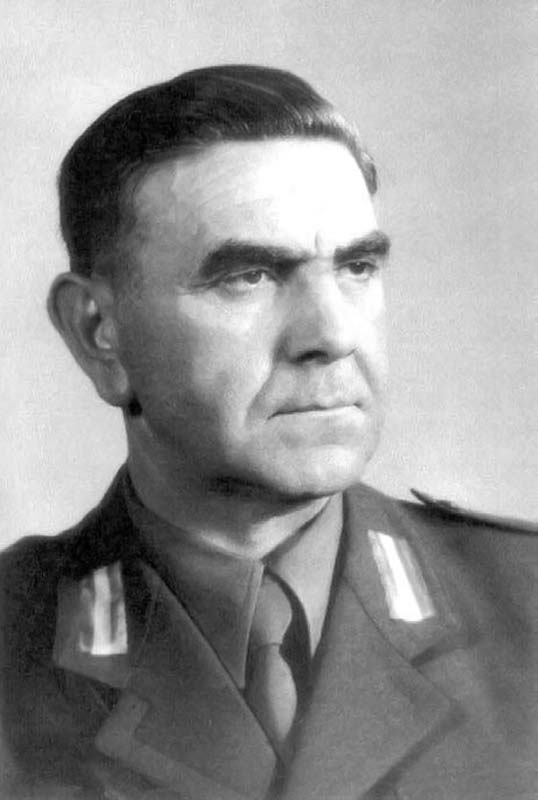
Ein Interview mit Ante Pavelić war Amicuccis letztes journalistisches Ausrufezeichen.

Im Rahmen der am 22. Juni 1946 von Justizminister Palmiro Togliatti veranlassten weitreichenden Amnestie – mit der man zahlreiche Verbrechen während der faschistischen Diktatur unter Straffreiheit stellte – wurde auch Amicucci am 26. Februar 1947 vorzeitig aus der Haft entlassen. Als Begründung wurde die „spärliche Anzahl publizierter Artikel“ und ihre gemäßigte Intention angegeben. Derweil hatten die Hochkommission für die Säuberung (it.: Alto Commissariato per l’epurazione) sowie die Polizeidirektion in L’Aquila den hohen und kostspieligen Lebensstil („regime di vita elevato e dispendioso“) der Familie Amicucci, die über Immobilien und Grundstücke in Rom und in der Toskana verfügte, einer näheren Betrachtung unterzogen. Die Untersuchungen blieben jedoch folgenlos. 
Seine faschistische Gesinnung legte Amicucci allerdings auch in der neuen Demokratie nicht ab. Er schloss sich dem neofaschistischen Movimento Sociale Italiano an, konnte seine journalistische Tätigkeit wieder aufnehmen und arbeitete beispielsweise als Sonderkorrespondent aus Argentinien – wohin er kurzzeitig emigriert war – für die römische Il Tempo und die neapolitanische Tempo illustrato. Zur Jahreswende 1949/1950 machte Amicucci noch einmal auf sich aufmerksam: Während eines Fluges über den Atlantik erkannte er im Flugzeug in der Sitzreihe hinter sich Ante Pavelić, der während des Nationalsozialismus Diktator des Unabhängigen Staats Kroatien gewesen war. Dieser galt seit Kriegsende als untergetaucht – es gab auch Vermutungen, Josip Broz Tito hätte ihn ermorden lassen. Amicucci erhielt ein mehrstündiges Interview, das Il Tempo im Februar 1950 veröffentlichte.

### Politische Laufbahn
Nachdem er sich der faschistischen Bewegung angeschlossen hatte, wurde Amicucci bei den Parlamentswahlen am 6. April 1924 über die Lista Nazionale – die Sammelliste der Partito Nazionale Fascista, die neben Faschisten auch Liberale, Katholiken, Konservative und Nationalisten umfasste – als Abgeordneter in die Camera dei deputati del Regno d’Italia (das Abgeordnetenhaus; neben dem Senato del Regno eine der beiden Kammern der Legislative des Königreiches Italien) gewählt. Er behielt seinen Sitz über einen Zeitraum von vier Wahlperioden bis zum 2. August 1943, dem vorläufigen Ende der Herrschaft Mussolinis. Anzumerken ist dabei, dass die Wahlen 1929, 1934 und 1939 keinen demokratischen Charakter mehr besaßen und das Abgeordnetenhaus vor der Wahl 1939 in die so genannte Kammer der Verbände und Innungen (it.: Camera dei Fasci e delle Corporazioni) umgewandelt wurde.
Umgehend nach seinem Einzug in das Abgeordnetenhaus versuchte er, Vorschriften auszuarbeiten, die die Presselandschaft tiefgreifend regulieren sollten. Seine Kampagne intensivierte sich nach der berühmten Rede Mussolinis am 3. Januar 1925 bezüglich der Ermordung Giacomo Matteottis, worauf das faschistische Regime endgültig zu einer Diktatur wurde. Zwischen dem 1. Mai 1929 und dem 19. Januar 1934 fungierte Amicucci als Sekretär der Wahlprüfungskommission (it.: Giunta delle elezioni) und vom 2. Mai 1934 bis zum 2. März 1939 war er Mitglied der Kommission zur Prüfung der Bilanzen und der Rechenschaftsberichte (it.: Commissione per l’esame dei bilanci e dei rendiconti consuntivi).
Im Sommer 1938 gehörte Amicucci zu den Unterzeichnern des am 14. Juli in der römischen Tageszeitung Il Giornale d’Italia abgedruckten „Manifesto della razza“ (dt.: Manifest der Rasse), um eine rasche Verabschiedung der Leggi razziali fasciste (dt.: Faschistische Rassengesetze) zu unterstützen. Diese antisemitisch ausgerichteten Gesetze verdeutlichten den Einfluss Hitlers auf Mussolini, seit Italien als Bündnispartner der Achse Berlin-Rom beigetreten war. Juden verloren durch die Gesetze ihre italienische Staatsangehörigkeit und demzufolge ihre Anstellung in staatlichen Arbeitsstellen sowie den meisten anderen Berufen – ähnlich wie Juden in Deutschland durch das Gesetz zur Wiederherstellung des Berufsbeamtentums. Die Leggi razziali fasciste wurden schließlich im November gleichen Jahres beschlossen.
1939 war Amicucci Nationalrat (it.: Consigliere nazionale) der Camera dei Fasci e delle Corporazioni und amtierte zwischen dem 4. November 1939 und dem 25. Juli 1943 als Unterstaatssekretär im Innungs-Ministerium (it.: Ministero delle Corporazioni).

## Auszeichnungen
- 1918: Kriegsverdienstkreuz
- 1929: Ehrendoktor der Universität Perugia
- 1939: Literaturpreis der Stadt Cervia für Nizza e l’Italia

## Publikationen
- Mit Francesco Trombadori (Ill.): Piccolo mondo dannunziano. Enrico Voghera Editore, Rom, 1914.
- Nizza e l’Italia. Arnoldo Mondadori Editore, Mailand, 1939.
- I 600 giorni di Mussolini. Editrice Faro, Rom, 1948.